# Castejón del Puente
Castejón del Puente (aragónul Castillón d'o Puent) település Spanyolországban, Huesca tartományban. Castejón del Puente Almunia de San Juan, Monzón, Ilche, Barbastro és Fonz községekkel határos. Lakosainak száma 334 fő (2024).

## Népesség
A település népessége az utóbbi években az alábbiak szerint változott:
| Lakosok száma | 420  | 435  | 433  | 424  | 372  | 349  | 325  | 318  | 345  | 334  |
|               | 2001 | 2004 | 2006 | 2009 | 2011 | 2014 | 2016 | 2019 | 2021 | 2024 |